# Đạt Khải
Đạt Khải (chữ Hán: 达启), Nữu Hỗ Lộc thị, con trai thứ tư của Ngạch Diệc Đô - Khai quốc công thần của nhà Thanh.

## Cuộc đời
Đạt Khải từ lúc còn nhỏ đã có năng khiếu võ nghệ, được Nỗ Nhĩ Cáp Xích nuôi dưỡng trong cung. Năm 1608, Nỗ Nhĩ Cáp Xích gả Hoàng nữ thứ 5 cho Đạt Khải. Năm 1613, Hoàng nữ qua đời.
Đạt Khải được sủng ái nên rất kiêu ngạo, gặp phải chư Hoàng tử cũng rất vô lễ, Ngạch Diệc Đô cực kì lo lắng. Một ngày nọ, Ngạch Diệc Đô gọi tất cả các con đến tham dự yến tiệc, lúc bắt đầu uống rượu, đột nhiên đứng dậy, gọi người đến bắt Đạt Khải lại, nói: "Thiên hạ nào có phụ thân muốn giết thân nhi tử? Chính là ngươi đứa con trai này quá ngạo mạn. Nếu hôm nay ta không xử phạt ngươi, một ngày nào đó ngươi nhất định sẽ cô phụ quốc gia, bại hoại môn hộ." 
Đạt Khải bị đưa vào phòng và phủ một chiếc chăn trên đầu và mặt để giết anh ta. Ngạch Diệc Đô sau đó đã đến thỉnh tội với Nỗ Nhĩ Cáp Xích, Nỗ Nhĩ Cáp Xích sửng sốt tiếc hận hồi lâu, thở dài khen Ngạch Diệc Đô âu lo vì nước.